# Een betere buurt
Een betere buurt was een televisieprogramma dat in 2006 werd uitgezonden door de Nederlandse publieke omroep EO.
Het programma ging over een groep van zeven (oud-)studenten die de Tarwewijk in Rotterdam zichtbaar moesten verbeteren. Ze moesten projecten verzinnen die ook na hun vertrek uit de wijk (ze hadden tachtig dagen de tijd) doorgang zouden vinden bij lokale instanties. Elke deelnemer aan het programma moest een project bedenken dat door een buurtraad werd beoordeeld op haalbaarheid en wenselijkheid voor de Tarwewijk. Uiteindelijk zou dan een van de oorspronkelijke zeven projecten blijven bestaan. De student die het winnende project op poten zou zetten, zou 10.000 euro winnen om te investeren in zijn project. Tevens zou hij een vakantie winnen.
De deelnemers waren de jongeren Willem, Patrick, Stephan, Sjoukje, Claske, Damaris en Noortje.
De projecten van Claske en Noortje bleven over nadat de andere waren afgevallen. De afvallers werden bij nog lopende projecten ingedeeld. Claske kreeg hulp van Patrick en Willem, Noortje van Damaris, Sjoukje en Stephan (ook bekend als the golden twins) genoten.
Het programma werd elke vrijdagavond op Nederland 1 uitgezonden en kampte al vanaf het begin met tegenvallende kijkcijfers. Het werd gepresenteerd door Arie Boomsma en geproduceerd door Eric Velu Productions.